# 김덕근
김덕근(1964년 3월 1일 ~)은 MBC 청룡, LG 트윈스에서 뛰었던 전 야구 선수다. 등번호는 29번이었다.

## 기록
- 1989년: 15경기 43.1이닝 2승 3패 5.61
- 1990년: 9경기 29.1이닝 4.91
- 1991년: 11경기 42이닝 1승 1패 3.00
- 1992년: 8경기 20이닝 1패 5.85

## 출신 학교
- 경북고등학교
- 연세대학교

## 같이 보기
- MBC 청룡 연도별 선수 명단
- 1990년 LG 트윈스 시즌